# Iglesia de los Santos Juanes (Bilbao)
La iglesia de los Santos Juanes de Bilbao (Vizcaya, País Vasco, España) es una iglesia parroquial construida en estilo barroco clasicista en el siglo XVII. Hasta el siglo XVIII fue la iglesia del Colegio de San Andrés, regido por los jesuitas. Se sitúa en la confluencia de las calles Ronda y Cruz, en pleno Casco Viejo bilbaíno.

## Historia
El emplazamiento original no es el que tiene actualmente. Inicialmente era una pequeña iglesia en Atxuri, que se levantó a principios del siglo XVII frente a un hospital, para sepultar a los enfermos que fallecieran (ya que en aquellos tiempos se enterraba en los aledaños de las iglesias).
Los jesuitas, merced a una donación de Domingo de la Gorgolla, promovieron su construcción. En 1622 se iniciaron las obras de la iglesia según planos elaborados por el jesuita Padre Ramírez y veinte años después se terminaba la parte zaguera, dividida en tres tramos, con exclusión del crucero. Tras una interrupción de tres décadas, las obras se reanudaron en 1672 con el acometimiento del crucero y la cabecera por los canteros montañeses Manuel Ceballos y Mateo del Río. Tres años más tarde el albañil Francisco de Elorriaga empezó a trabajar en las cubiertas, bóvedas y cúpula.
La expulsión de los jesuitas en 1767 puso en manos del Ayuntamiento de Bilbao las instalaciones del Colegio de San Andrés, ubicado en el Portal de Zamudio. La residencia con su claustro se destinó a funciones asistenciales, y a la iglesia se trasladó en 1769, desde el barrio de Ibeni, la parroquia histórica de los Santos Juanes (San Juan Bautista y San Juan Evangelista), sede de la Cofradía de la Vera Cruz.
Perfectamente restaurada tras la catastrófica inundación de 1983, la iglesia se revela como un notable templo de estilo barroco de la fase clasicista.

## Arquitectura

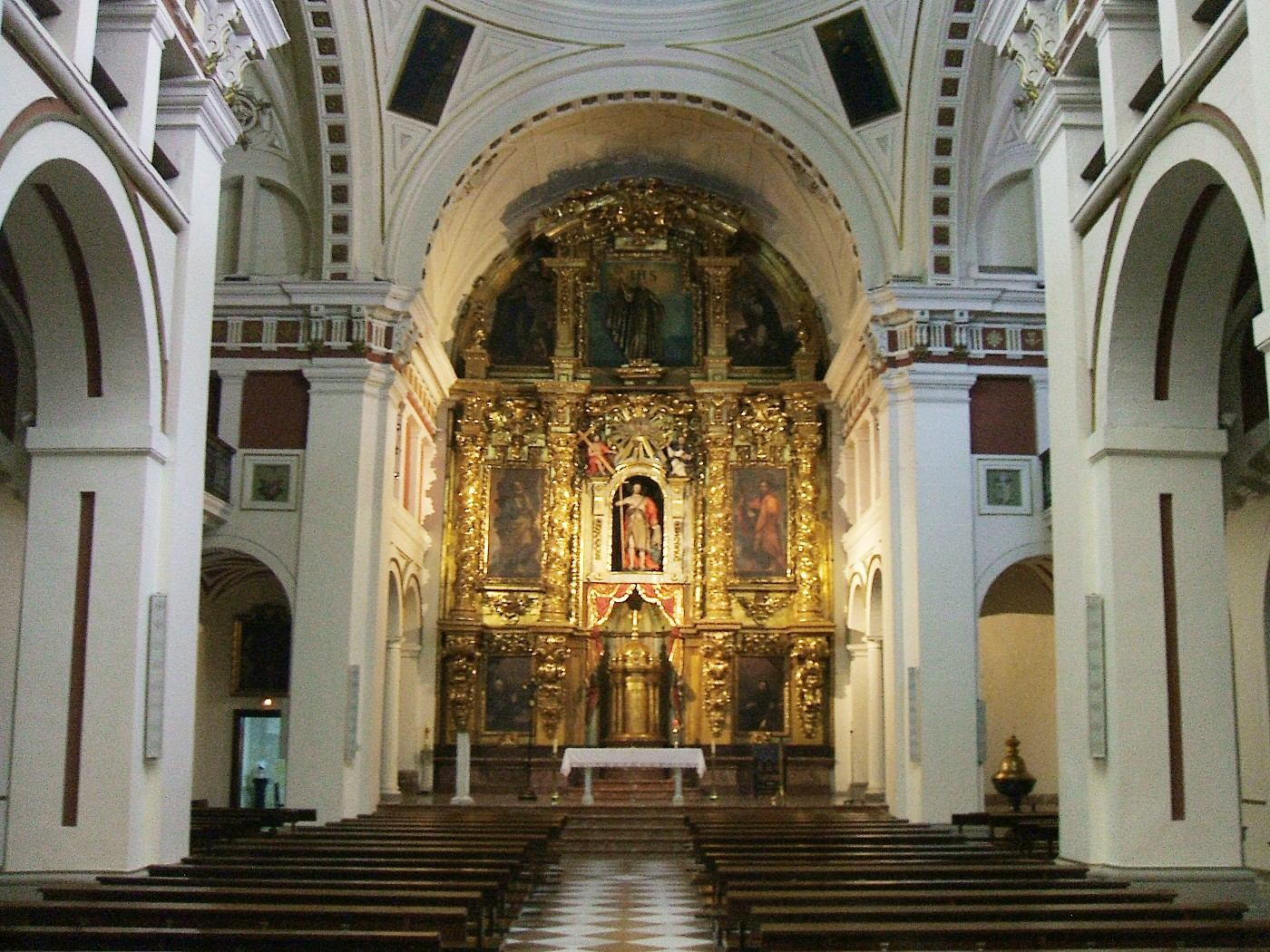
Cabecera de la iglesia

Los méritos artísticos del edificio comienzan en la propia fachada, formulada en tres calles, a inspiración seguramente de la de la iglesia romana del Gesù, iglesia madre de la Compañía de Jesús, construida por Giacomo della Porta casi un siglo antes. La calle central, doble de ancha que de alta, se enlaza con las laterales mediante aletones cóncavos. Todo el nivel bajo central está ocupado por solemne acceso con paso de medio punto entre dos pares de columnas toscanas no exentas que sostienen un entablamiento de friso de triglifos y metopas, más frontón triangular cargado de cinco pináculos de dado y bola. El cuerpo superior combina una ventana adintelada con frontón semicircular y dos escudos: el original, del financiador del edificio Domingo de Gorgolla, y el de los Borbones. El remate general repite las formas del frontón del acceso. 

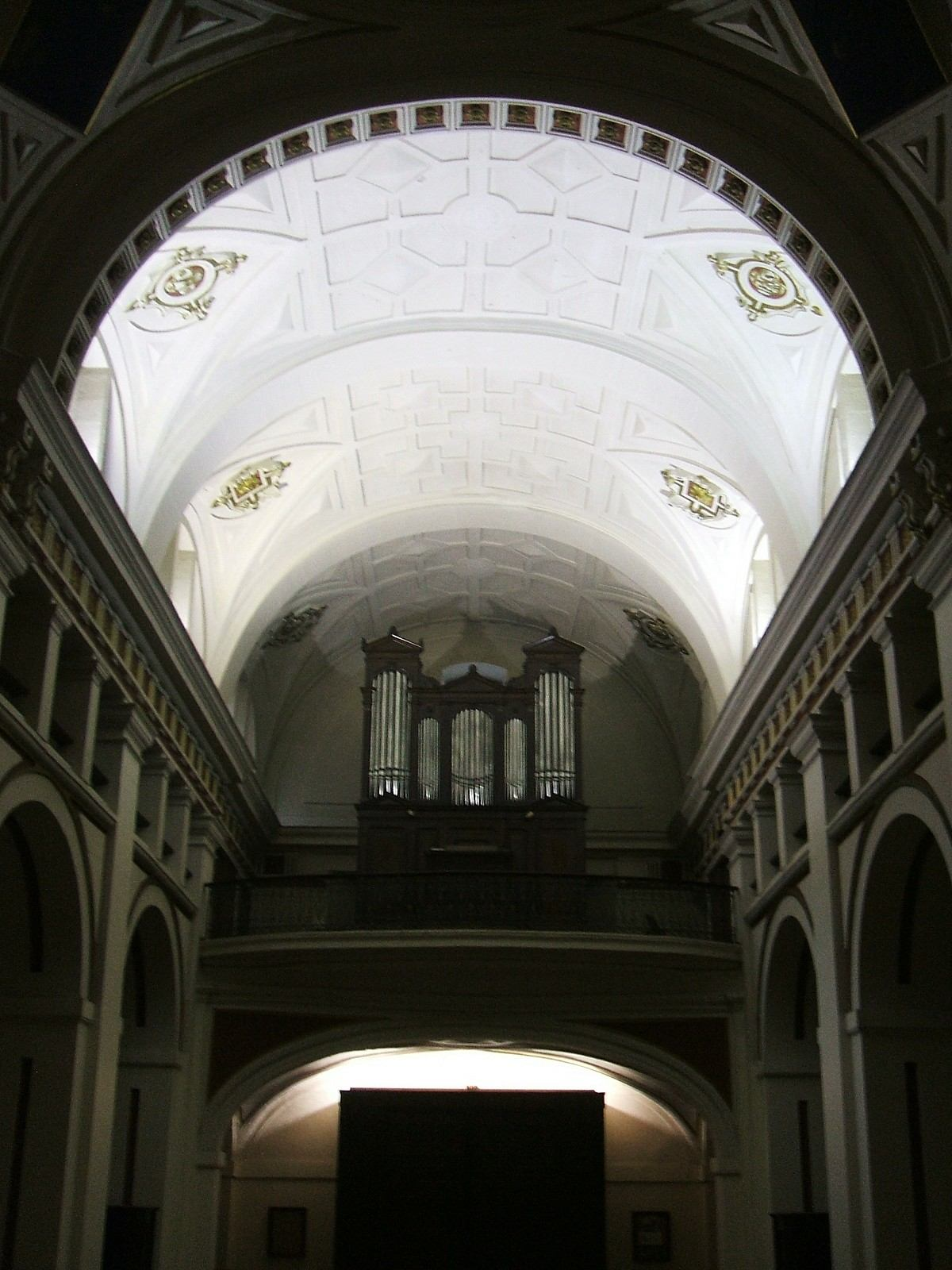
Bóveda de la nave central

Los laterales son muy sencillos, con dos ventanas adinteladas superpuestas para los tramos posteriores de las capillas bajas y las tribunas. En los extremos lucen unos pináculos piramidales. Los fodos de luz más importantes son las ventanas semicirculares con dos parteluces que se abren en el lado meridional del crucero y por encima de las tribunas. La cara norte del templo es ciega al llevar adosado por ese lado el claustro de San Andrés, antigua dependencia colegial hoy desvinculado de la iglesia, ya que desde 1921 forma parte del  Museo Arqueológico, Etnográfico e Histórico Vasco.
Una reforma de 1693 modificó el planteamiento original del edificio de nave única con la comunicación de las capillas bajas, derribando los muros que las separaban y creando dos naves laterales. De nuevo, la inspiración en el Gesù, esta vez en la parte estructural diseñada por Jacopo Vignola, salta a la vista. Lo que no se alteró fue la peculiar formulación de la tribuna adintelada asomada a la iglesia por encima de las capillas, enlanzando el coro con el crucero, donde se convierte en una balconada, y la cabecera. La planta resultante es rectangular, con la cruz que forman la nave y el corto transepto (cuya profundidad no supera la de las capillas laterales) inscrita en el mismo.
Los Santos Juanes se cubre con bóveda de cañón con lunetos con decoración de diedros y otras figuras geométricas en los cascos, y con la cúpula sumamente rebajada y enriquecida con escamas radiales sobre el crucero. Apenas abarrocan esta fórmula algunos anagramas y los casetones de los arcos estructurales que ayudan a generar las pechinas sobre las que se asienta la cornisa base de la cúpula. En las pechinas cuelgan cuatro óleos del siglo XVII con representación de santos jesuitas: San Ignacio de Loyola, San Francisco Javier, San Francisco de Borja y San Luis Gonzaga.

## Mobiliario
Rico es el mobiliario de la iglesia, distribuido en una serie de retablos barrocos de dimensiones medianas y acabado semicircular que presiden las capillas devocionales emplazadas en las naves laterales, amén de la Capilla Mayor, que contiene un gran retablo churrigueresco. El conjunto es bastante homogéneo en cuanto a proporciones y estilo. Comenzando por el lado de la izquierda o septentrional, tenemos:
- Capilla de San Rafael Arcángel. En el segundo tramo de la nave del Evangelio. Es una obra de estilo rococó, de mediados del XVIII, donada por Antonio Mazarredo, destacado personaje de la sociedad bilbaína.

Retablos laterales
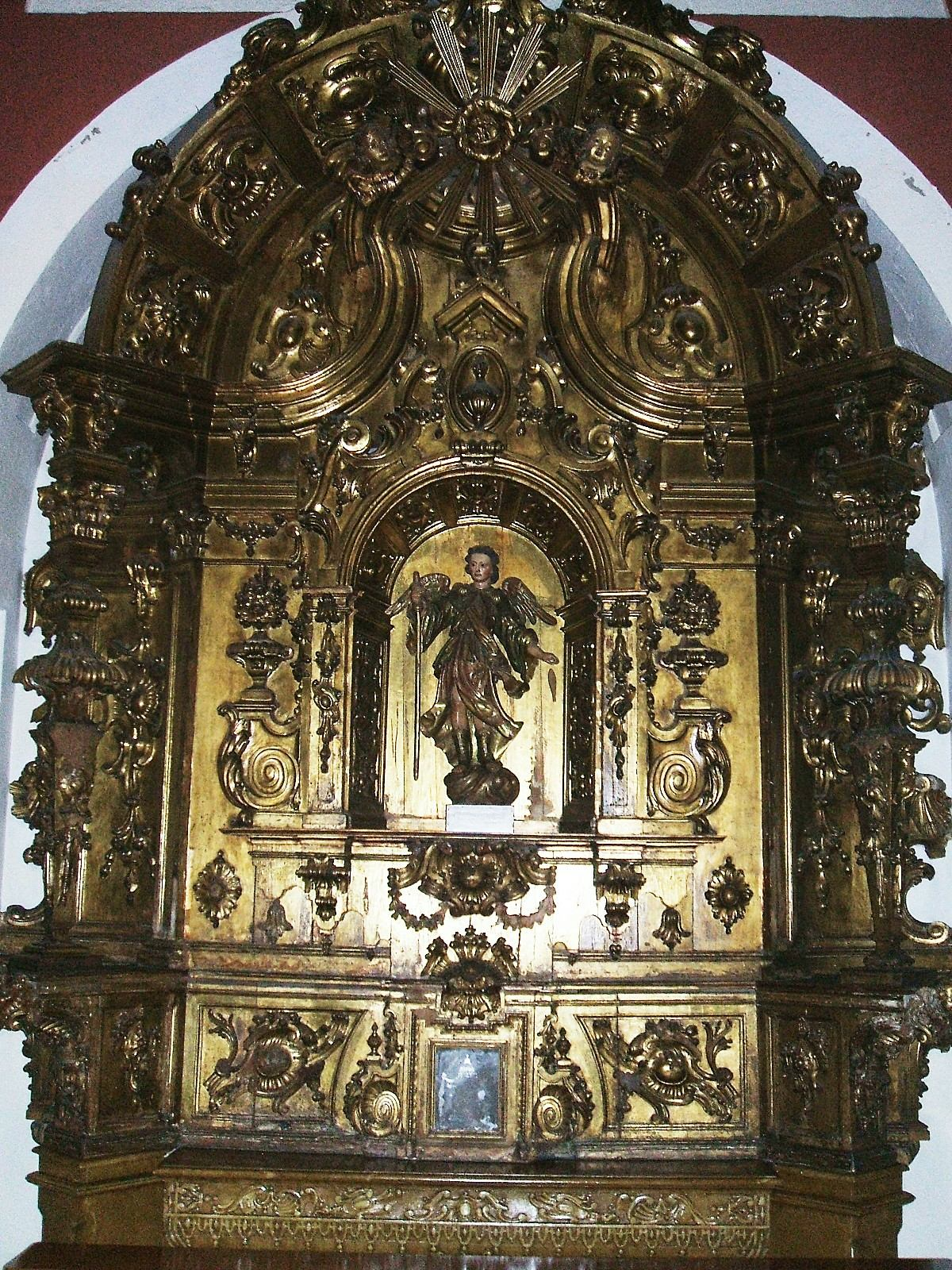
Retablo de San Miguel Arcángel
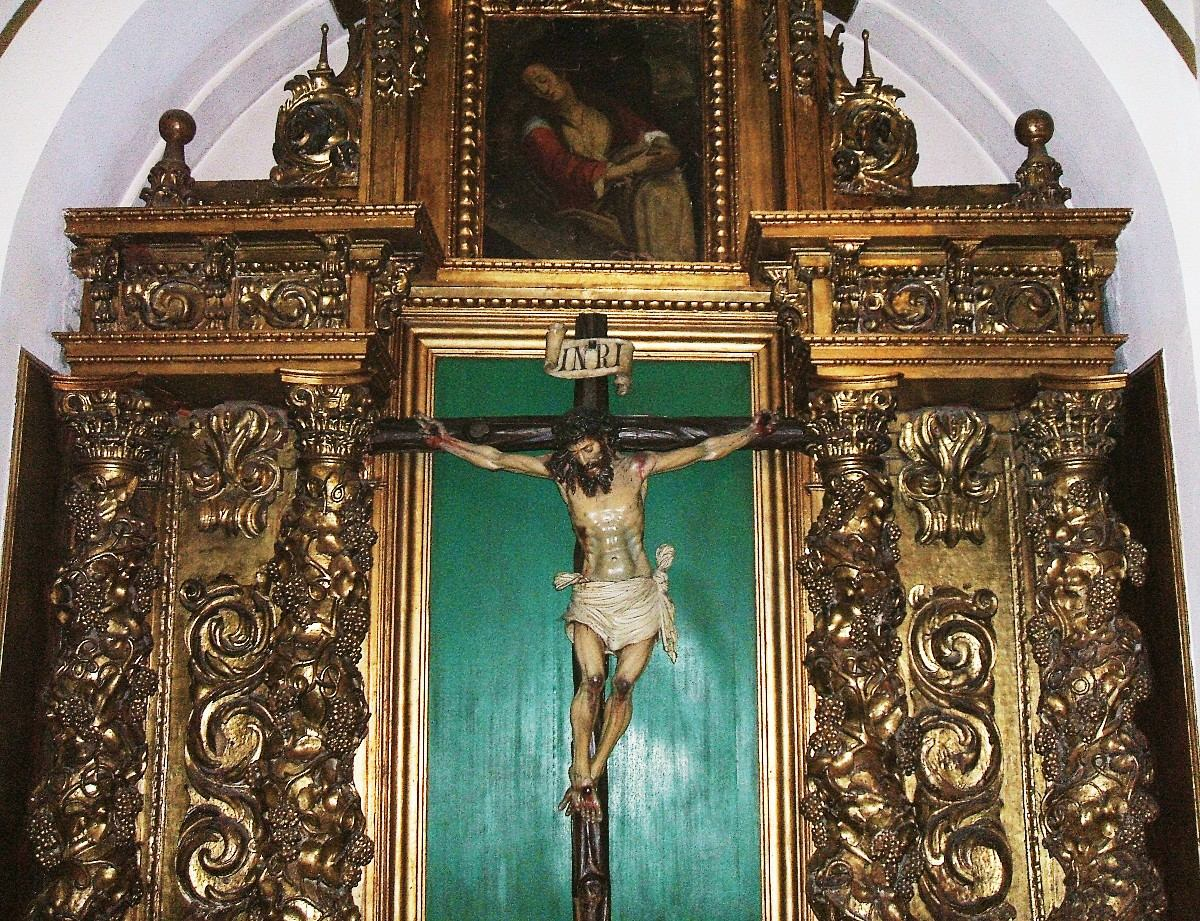
Retablo de la Vera Cruz
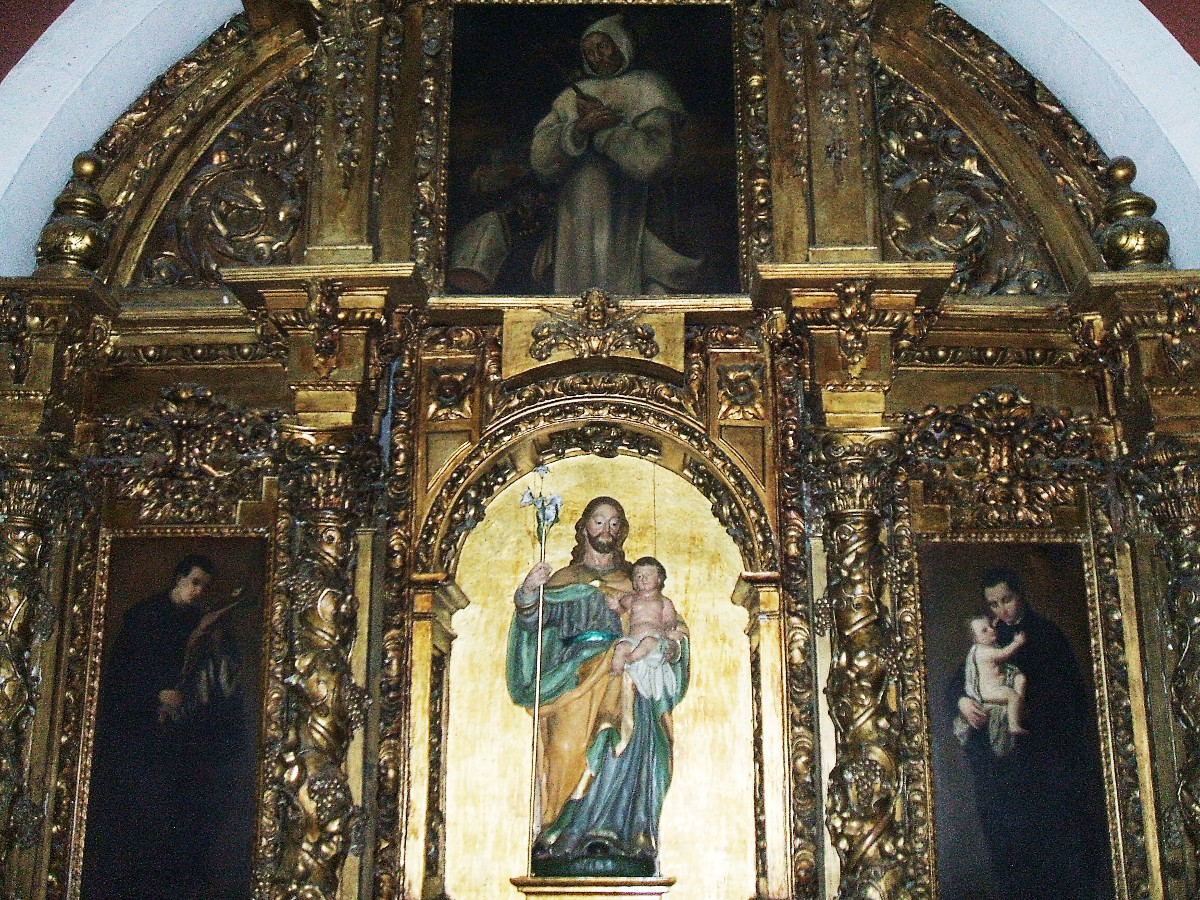
Retablo de San José
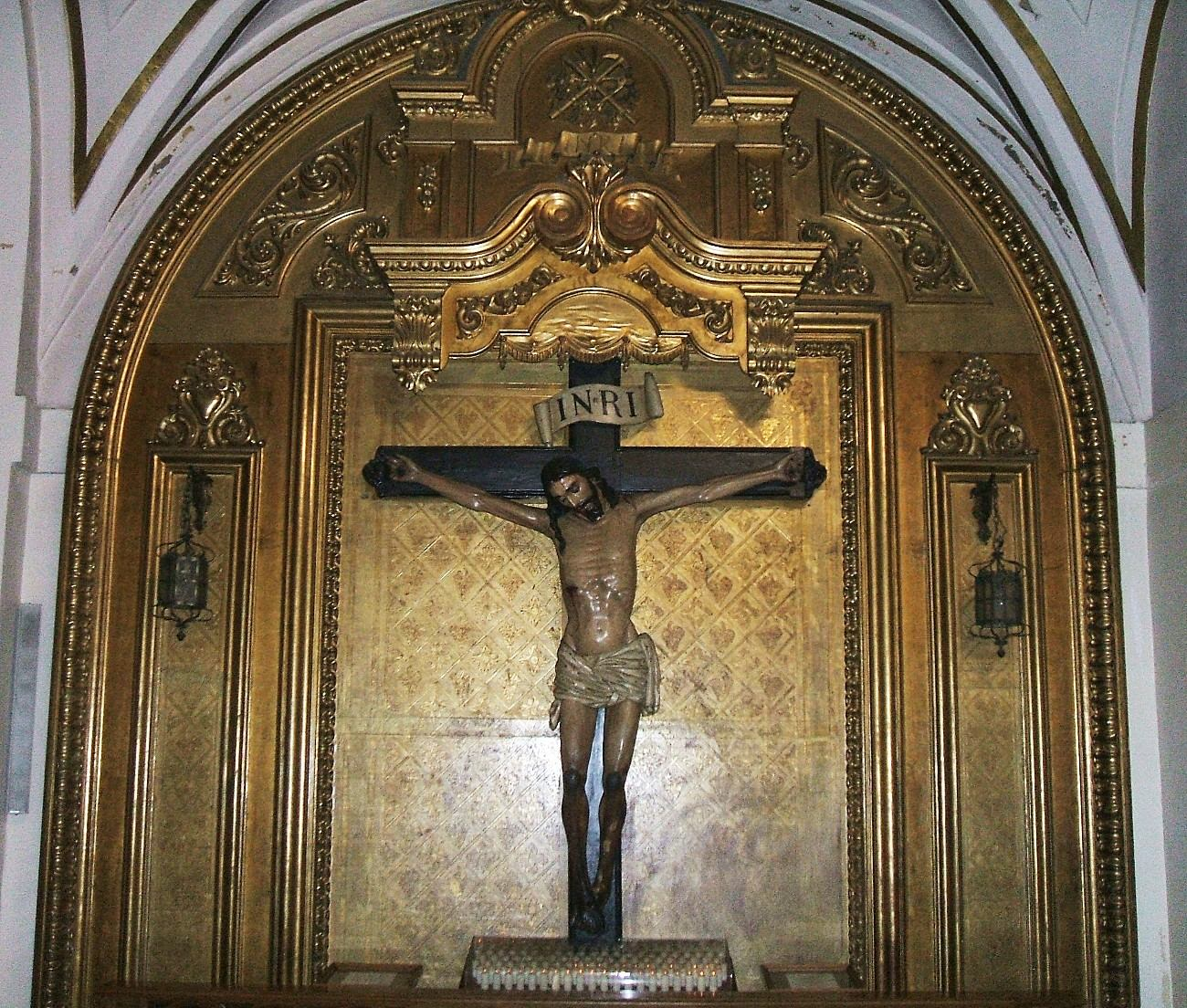
Retablo del Cristo del Humilladero
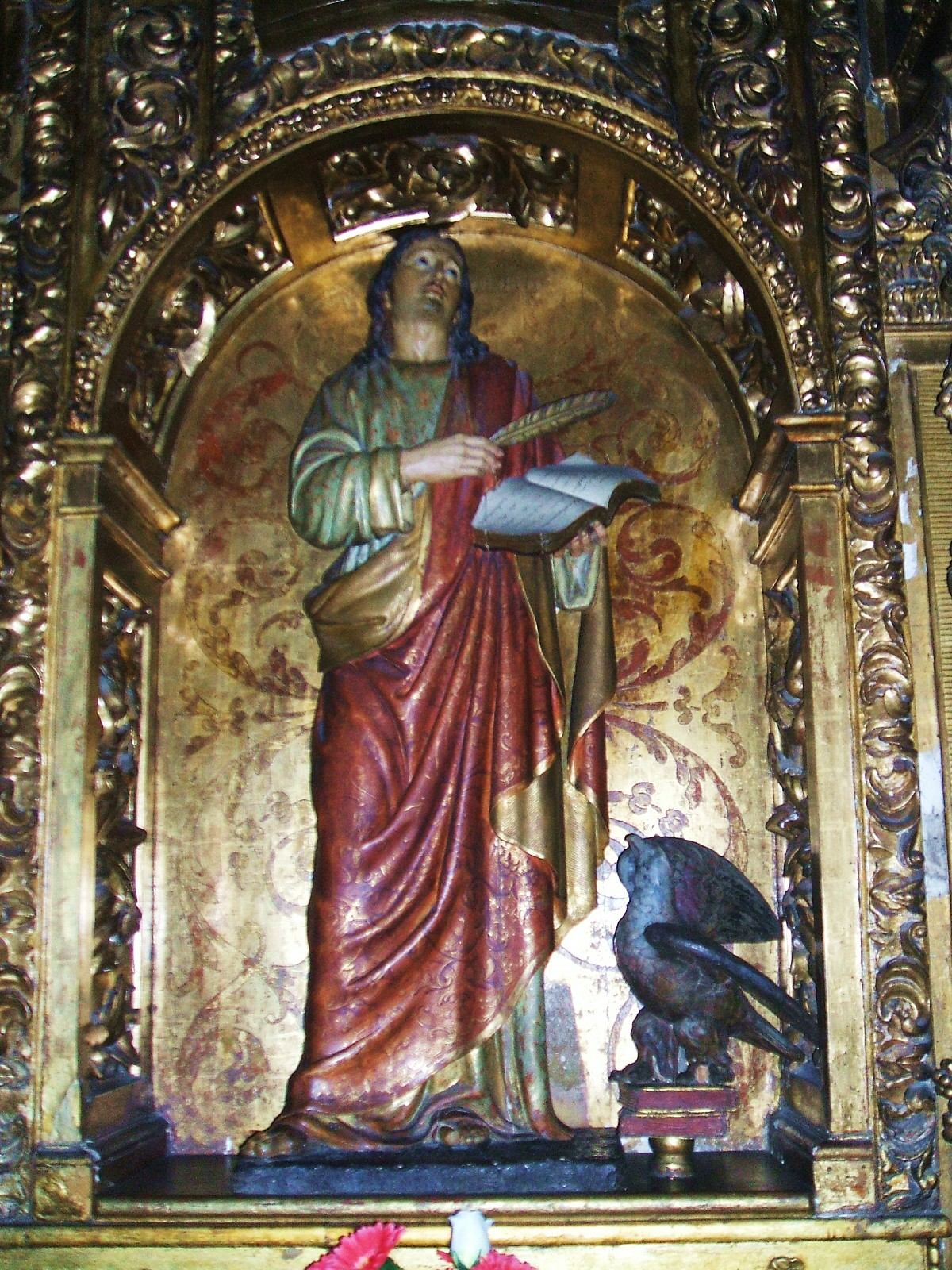
Retablo de San Juan Evangelista

- Capilla de San Luis Gonzaga. En el tercer tramo de la nave del Evangelio. Muy parecida a la anterior y a las que siguen, el retablo es obra de hacia 1700 presidida por la talla del santo titular atribuida a Luis Salvador Carmona. A sus lados y por encima, lienzos de Santa Lucía, Santa Águeda y San Francisco Javier recibiendo a los Mártires de Nagasaki sacrificados en 1597.

- Capilla de la Virgen del Carmen. En el lado izquierdo del crucero. El retablo data de 1693 y es obra de Santiago de Castaños. Contiene la talla de la Virgen del Carmen y a los lados lienzos de San Joaquín y Santa Ana. En la parte superior, una estampa de la Virgen del Perpetuo Socorro. Originalmente esta capilla estuvo dedicada a San Ignacio.

- Capilla de la Vera Cruz. En el lado izquierdo del crucero. El retablo muestra una talla del Santo Cristo de la Villa, manierista de mediados del siglo XVI y obra probable del imaginero franco-flamenco Juan de Beaugrant, que perteneció a la Cofradía de la Vera Cruz. Sobre él, un lienzo que representa a Santa María Magdalena penitente. La mazonería y la policromía son muy posteriores, de 1690. En el costado izquierdo del presbiterio hay una pequeña Piedad del siglo XVIII, réplica de la existente en la parroquia de San Nicolás de Bari, y una Cruz de plata, metal blanco y esmaltes de estilo neorrenacentista salida de los Talleres Granda en 1940. Esta pieza de orfebrería incorpora un relicario de la Vera Cruz de factura anterior, de mediados del XIX. Sobre el paso a la Sacristía cuelga un lienzo de fines del XVI de la Visitación de la Virgen a Santa Isabel, procedente de aquella primitiva iglesia de los Santos Juanes ubicada en Ibeni.

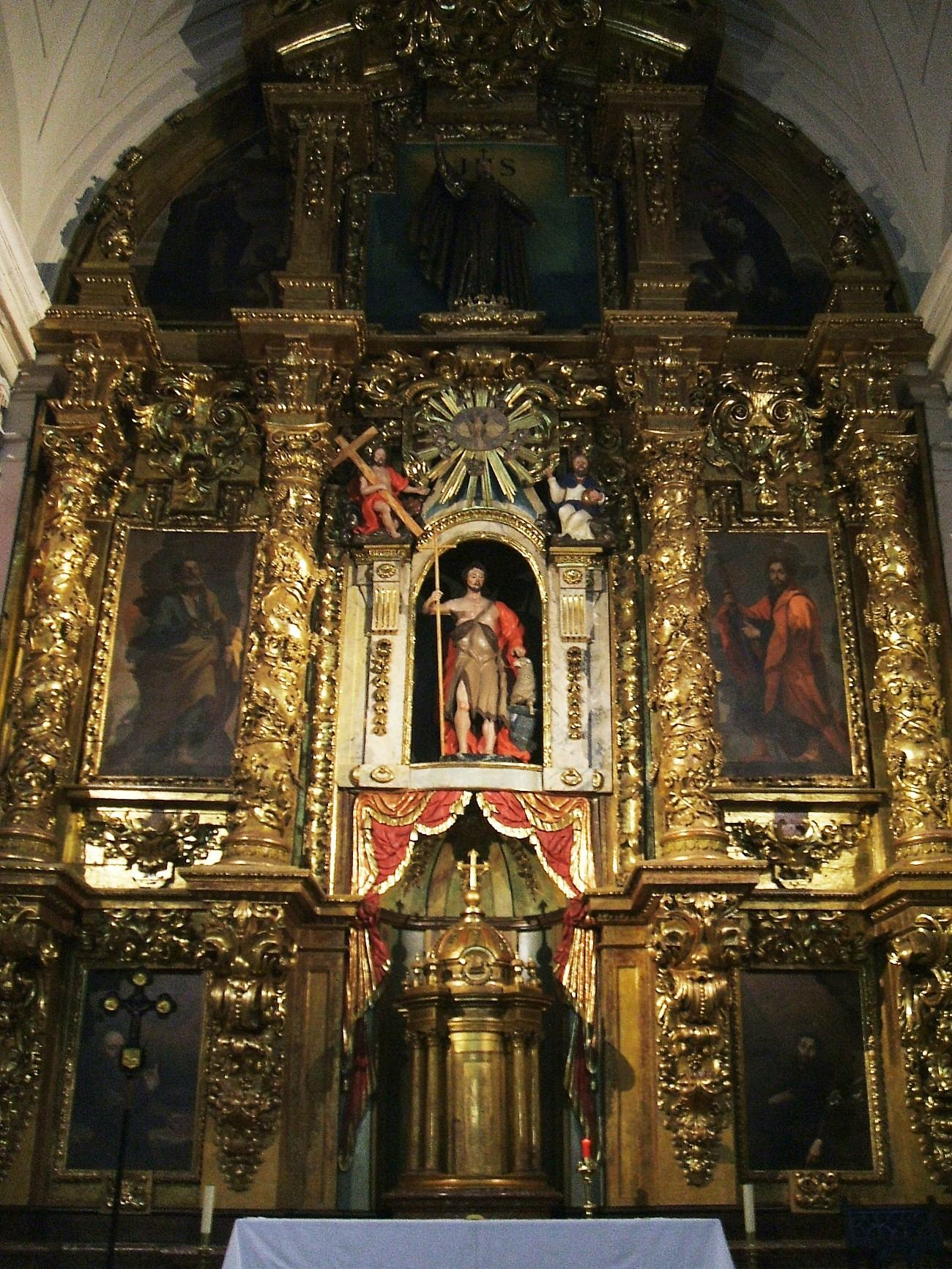
Retablo Mayor

- Capilla Mayor. El Retablo Mayor es una obra churrigueresca construida entre 1683 y 1689. La mazonería dorada consta de dos cuerpos más ático semicircular y tres calles enmarcadas por cuatro columnas forradas de parras; las dos columnas que flanquean la calle central se prolongan en el ático con estípites. Contiene seis lienzos, ejecutados en los mismos años, que representan a San Ignacio de Loyola, San Francisco Javier, San Pedro, San Pablo, San Agustín y Santo Domingo de Guzmán, y cuatro tallas: una de gran tamaño, en el cuerpo central y en hornacina, de San Juan Bautista, tallada en 1780 y relacionada con el estilo del escultor cántabro Manuel de Acebo; sobre ella, el Padre y el Hijo que representan a la Trinidad; sobre este conjunto, en el ático, un San Francisco de Borja, que será del mismo momento del retablo. El sagrario, por su parte, es neoclásico, del XIX. En el lado derecho del presbiterio está el baptisterio, con una pila barroca de mármol negro de Mañaria con tapa acampanada y dorada (siglo XVIII), y en la pared un óleo del Bautismo de Jesús de la primera mitad del XVII.

- Capilla de la Dolorosa. En el lado derecho del crucero. El retablo fue ejecutado por José de Egusquiza en 1695 y lo preside una imagen de la Virgen Dolorosa de hacia 1690, obra del levantino Raimundo Capuz. La acompaña, en el ático, un lienzo del Ecce Homo, pintado en 1694 por Martín Amigo siguiendo pautas de Van Dyck.

- Capilla de San Juan Evangelista. En el lado derecho del crucero. Su retablo, realizado hacia 1693 por Santiago de Castaños a la par que el retablo de la Capilla de la Virgen del Carmen, situada justo en frente, presenta lienzos de San Francisco de Asís, San Francisco de Paula y la Virgen de Begoña. La talla central de San Juan es una copia elaborada en el siglo XIX. Originalmente esta capilla estuvo consagrada a San Francisco Javier.

- Capilla de San José. En el tercer tramo de la nave de la Epístola. El retablo, coetáneo del de la capilla precedente, presenta una imagen moderna de San José con el Niño, que sustituyó a la desaparecida en las inundaciones de 1983. Los lienzos barrocos representan a San Juan Bermans, San Estanislao de Kostka -jóvenes santos jesuitas- y San Bruno.

- Capilla del Sagrado Corazón de Jesús. En el segundo tramo de la nave de la Epístola. El retablo, de singular traza con gran círculo radial central sin tallas de acompañamiento, data de 1740.

- Retablo del Santo Cristo del Humilladero. En el primer tramo de la nave de la Epístola, a la derecha de la entrada. Sobre mazonería moderna, de 1917, se sitúa una talla de Cristo de hacia 1500, de estilo hispano-flamenco, la más antigua del templo. Durante siglos esta imagen estuvo en el desaparecido Humilladero de Bilbao.

- Capilla del Comulgatorio. Posee un relieve ovalado de excepcional calidad dedicado a la Encarnación de Cristo y datado a mediados del XVIII.

A los pies del templo, en piso elevado, se dispone el coro que acoge el órgano, un instrumento de la casa alemana Walker fabricado en 1885.

## Galería adicional de fotos

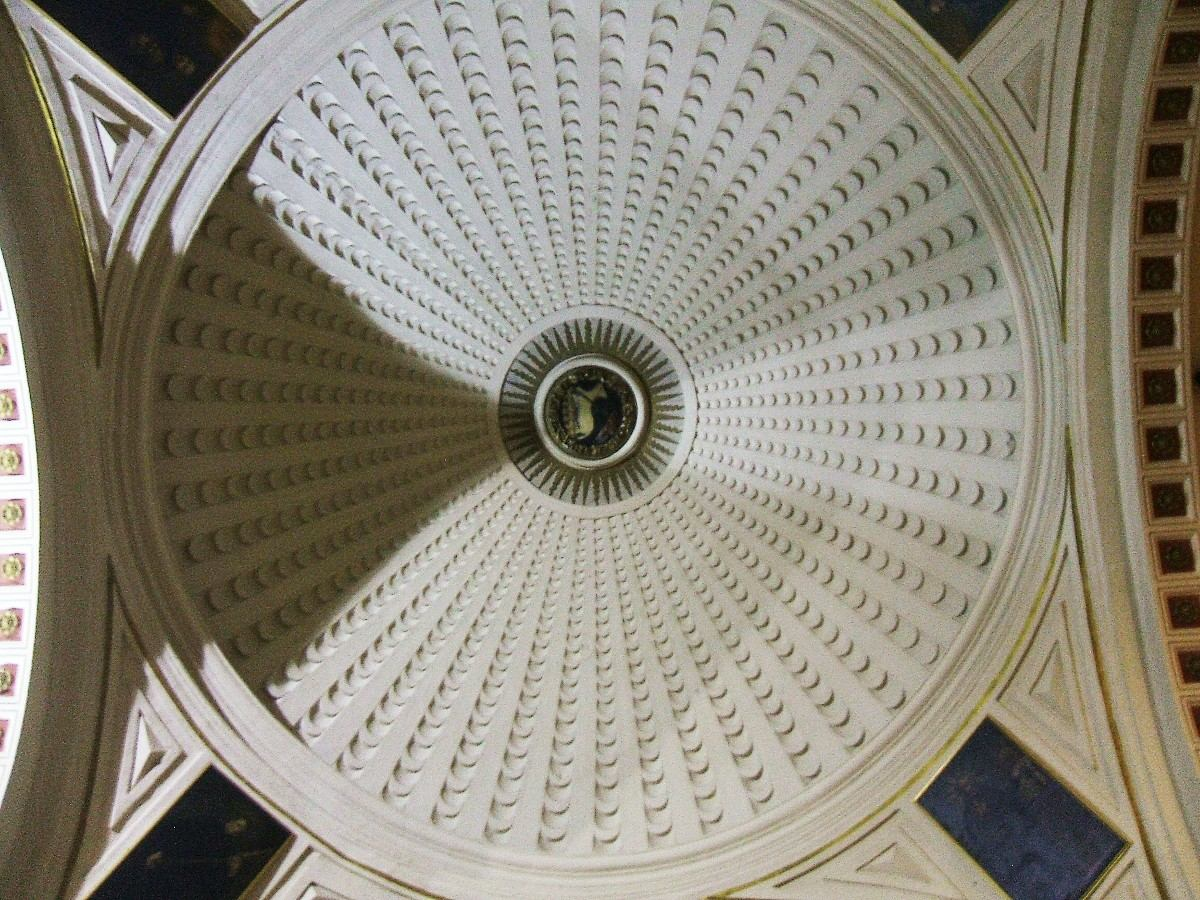
Bóveda del crucero
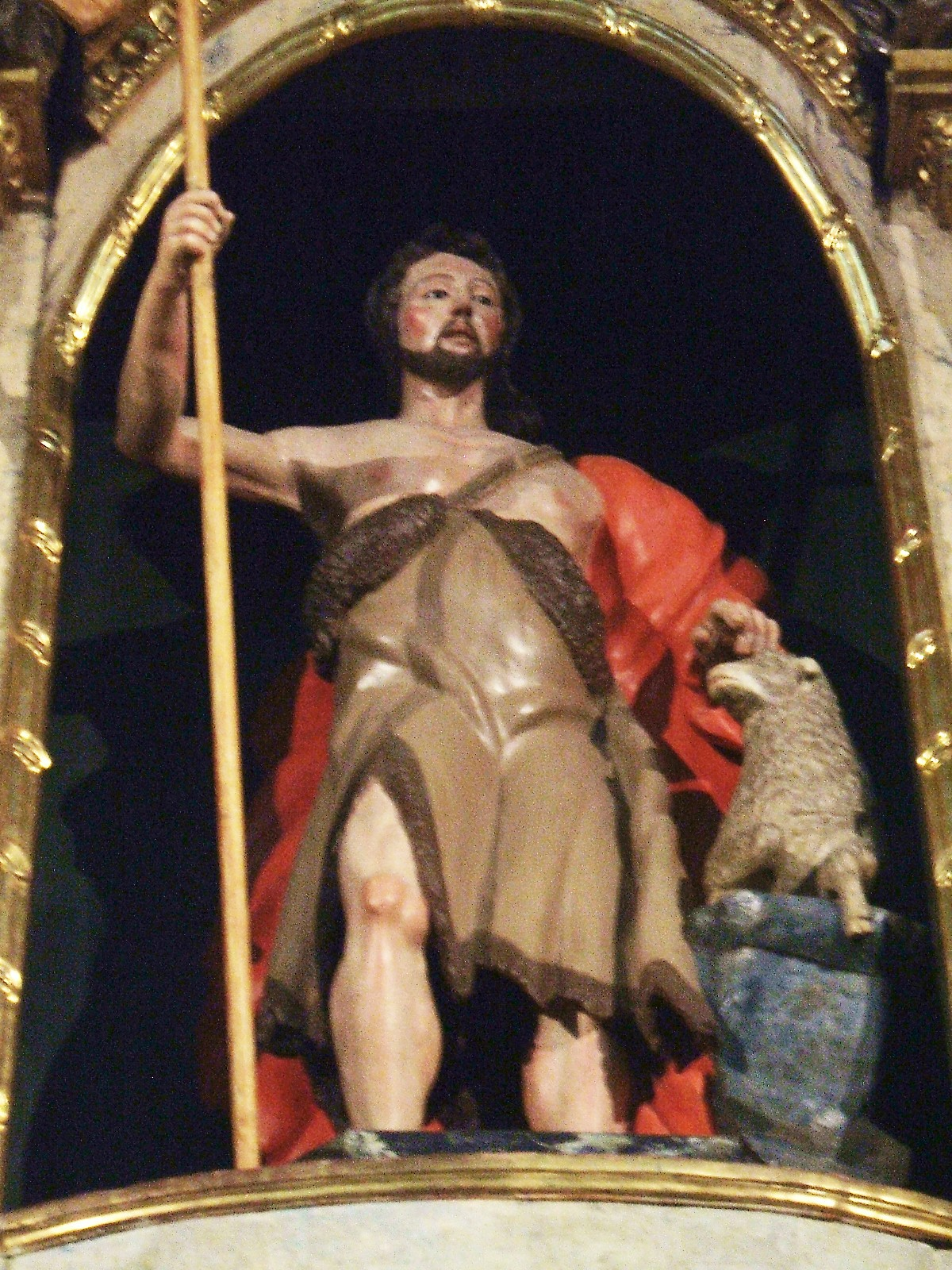
San Juan Bautista, Retablo Mayor
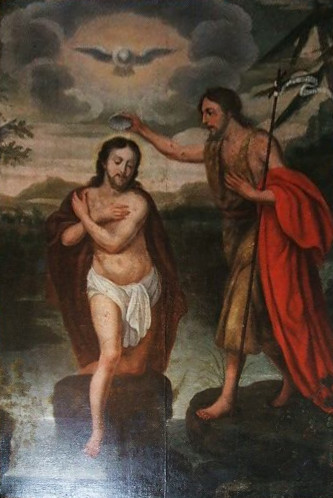
Lienzo del Bautismo de Jesús
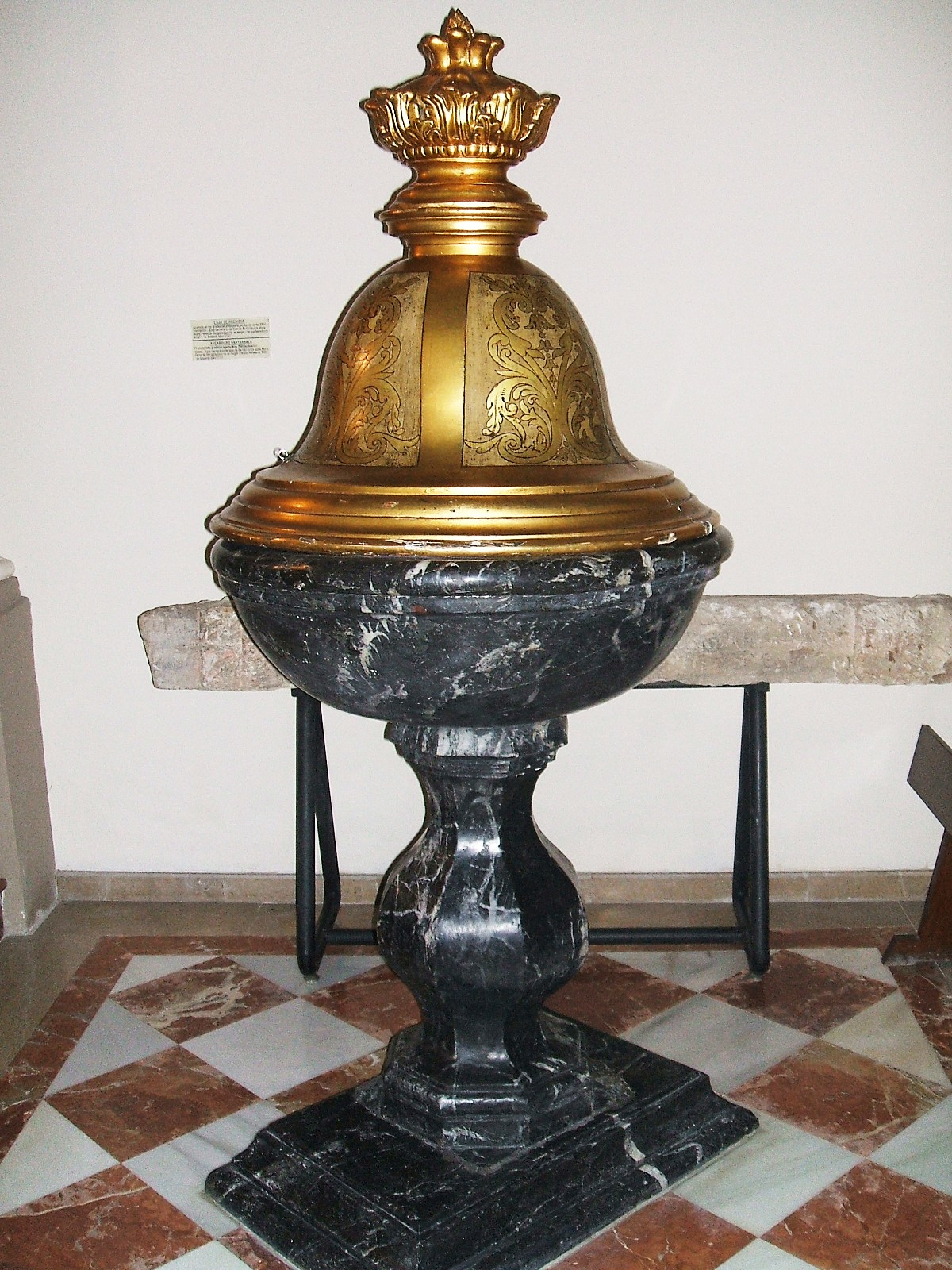
Pila bautismal

- Datos: Q3757177
- Multimedia: Church of los Santos Juanes, Bilbao / Q3757177